# Stefan Hencke
 Stefan Hencke (* 3. Januar 1962 in Birkenfeld) ist Professor für Marketing an der Hochschule Trier und Unternehmer. 

## Werdegang
Nach Ableisten des Dienstes bei der Bundeswehr studierte Stefan Hencke Betriebswirtschaft, Informatik und Agrarwissenschaften an der Universität Gießen, welches er 1989 als Dipl.-Ing. abschloss. Es folgten weitere Studien, unter anderem an dem University College Falmouth, der Universidad de San Carlos de Guatemala und der Technischen Universität München. Stefan Hencke promovierte 1992 an der Universität Gießen auf dem Gebiet der Verhaltenspsychologie. Seit 2001 ist Hencke als Professor für Betriebswirtschaft an der Hochschule Trier tätig, mit den Schwerpunkten Marketing, Kommunikation und Designmanagement. Seit 2016 ist er weiterhin als Gastdozent am EC Campus in Karlsruhe und Mannheim tätig.
Im Vorstand der Deutsche Public Relations Gesellschaft ist er seit 2009, zusätzlich ist er Landesvorsitzender Baden-Württemberg der Gesellschaft. Seit 2014 ist er auch auf Bundesebene Vize-Präsident der DPRG, ebenso Mitglied im Deutschen Rat für PR. 2015 wurde er weiterhin in den Aufsichtsrat der Balluun AG (Foster City/Zürich) berufen.
Hencke ist Mitglied im Freundeskreis des VfB Stuttgart.

## Unternehmen

### Convensis Group
Seit 2001 ist Hencke als geschäftsführender Gesellschafter der Convensis Group tätig. Zu dieser zählen die Tochterunternehmen, Convensis GmbH, Convensis Publishing Network GmbH, Convensis Engineering GmbH, Convensis International Corp., Convensis Digital Lab oder auch Hencke Brand Consulting.